# آور، وایک-مارجا پاریش
آور، وایک-مارجا پاریش (به لاتین: Aavere, Väike-Maarja Parish) یک روستا در استونی است که در دهستان وایک-ماریا واقع شده‌است.